# Омаров, Ашим Курамбаевич
Ашим Курамбаевич Омаров (род. 13 мая 1929, Аккум, Толебийский район Казахская ССР, СССР) — советский и казахстанский учёный-металлург, ректор Казахского политехнического института (1968—1976 гг.), ректор Чимкентского педагогического института (1984—1992 гг.). Доктор технических наук, профессор Казахского национального технического университета имени К. Сатпаева, академик Национальной академии наук Казахстана, заслуженный деятель науки Казахстана, почётный инженер Казахстана.

## Биография
Родился 13 мая 1929 года в Южно-Казахстанской области, в Толебийском районе, ауле Кызыласкер. Окончил Московский институт стали (диплом с отличием), затем семь лет работал на металлургических заводах Азовстали, Днепродзержинска и Донбасса, прошел путь от подручного сталевара до начальника мартеновского цеха, одновременно занимаясь научной деятельностью. С 1953 по 1957 гг. работал инженером на металлургическом заводе в г. Ташкенте,
Окончил аспирантуру Института металлургии Академии наук СССР, в 1960 г. защитил кандидатскую диссертацию на тему «Интенсификация периода доводки мартеновского скрап-процесса».
В 1960—1961 гг. — научный сотрудник Академии наук Узбекской ССР. С 1961 по 1968 гг. работал проректором Чимкентского химико-технологического института, ректором Казахского политехнического института (1968—1976 гг.), ректором Чимкентского педагогического института (ныне Южно-Казахстанский государственный университет имени М. О. Ауэзова) в 1984—1992 гг.
С 1993 года занимается научно-педагогической работой в КазНТУ имени К.Сатпаева.
В 1977 году защитил в Московском институте стали и сплавов докторскую диссертацию «Комплексное исследование фазового состава и структуры многокомпонентных сплавных катализаторов и разработка технологии их приготовления». В 1989 г. был избран членом-корреспондентом АН Казахской ССР, в 2003 г. стал академиком АН РК.

## Научная и педагогическая деятельность
Основные научные труды посвящены исследованию фазового состава и структуры компонентных сплавов, теоретическим и практическим вопросам усовершенствования технологии выплавки стали. Совместно с группой ученых участвовал в разработке и внедрении автоматизированных систем управления технологическими процессами в металлургии. Автор 18 свидетельств, 9 изобретений.
За время ректорства А. К. Омарова в КазПТИ впервые в Казахстане и в республиках Средней Азии начата подготовка инженеров-металлургов по специальности «Металловедение и термическая обработка металлов». Открываются новые специальности: электронные вычислительные машины и автоматизированные системы управления технологическими процессами, разведка месторождений нефти и газа, физико-химические исследования металлургических процессов, сети и системы, электропривод и машины, обработка металлов давлением и другие. В институте создаются первые в вузах республики вычислительный центр и учебное телевидение, открыто подготовительное отделение по всем специальностям, а также ряд новых кафедр. В 1969—1971 гг. впервые среди вузов Союза в Казахском политехническом институте был разработан единый план подготовки специалистов и воспитательной работы на весь период обучения студентов, который решением коллегии Минвуза Казахстана и Союза рекомендован для внедрения в вузах страны.
Для повышения качества подготовки молодых специалистов открываются филиалы профилирующих кафедр на крупных горнометаллургических комбинатах — Балхашском, Усть-Каменогорском свинцово-цинковом, Лениногорском полиметаллическом и др., а также в ряде научно-исследовательских институтов АН Республики. В Казахском политехническом институте в 1972 году впервые в Союзе был создан факультет организаторов производства, где проходили стажировку и переподготовку директора, главные инженеры, начальники цехов, управлений, заместители министров горно-металлургических, нефтегазовых, геологических, энергетических, строительных отраслей промышленности Казахстана, России, Украины, республик Средней Азии. Для них были построены специальный учебный корпус факультета и общежитие гостиничного типа.
В 1970 году был утвержден Генеральный план развития института. Начато проектирование главного корпуса, строительство учебного корпуса нефтяного факультета. В 1971 году начато проектирование и строительство Алма-Атинского энергетического института, который был открыт 1 января 1975 года. В 1973 году на южной окраине Алма-Аты (в микрорайоне Орбита) на площади 20 гектаров были построены ряд общежитий для студентов и два жилых многоквартирных дома для профессорско-преподавательского состава и начато строительство главного корпуса Алма-Атинского архитектурно-строительного института — ныне Архитектурно-строительная академия. В 1969 году в городе Рудном на площади 12 гектаров Типровузом был спроектирован с последующим его строительством главный учебный корпус Рудненского индустриального института на базе филиала КазПТИ. В эти же годы на северном берегу Капчагайского водохранилища на площади 50 гектаров был создан учебно-оздоровительный комплекс не только для отдыха студентов и профессорско-преподавательского состава, но и проведения учебных практик геологоразведочного, нефтяного и геофизического и других факультетов. Были построены студенческая столовая на 500 мест, здание военной кафедры. Руководство института оказало заметное влияние на развитие науки: были открыты новые отраслевые лаборатории, укрепились прямые связи кафедр с горно-металлургическими и другими предприятиями республики.
Контингент студентов достиг 18 тысяч, число аспирантов — до 300 человек. В 1970 году как победитель во Всесоюзном соревновании 378 технических вузов Союза, посвященном 100-летию со дня рождения В. И. Ленина, институт был награжден «Дипломом Почета» Министерства высшего образования и ВДНХ СССР с присвоением КазПТИ имени В. И. Ленина. Казахский политехнический институт в эти годы вошел в число 8 ведущих технических вузов Союза и по праву стал кузницей инженерных кадров крупнейших промышленных предприятий страны и флагманом технических вузов республики.

## Избранные труды и патенты
- Омаров, Ашим Курамбаевич. Комплексное исследование фазового состава и структуры многокомпонентных сплавных катализаторов и разработка технологии их приготовления : Автореф. дис. на соиск. учен. степени д. т. н. / Моск. ин-т стали и сплавов. — Москва : [б. и.], 1977.
- Омаров, Ашим Курамбаевич. Интенсификация периода доводки мартеновского скрап-процесса : Автореферат дис. на соискание ученой степени кандидата технических наук / Акад. наук УзССР. Горный отд. [Ин-т металлургии им. А. А. Байкова АН СССР]. — Москва : [б. и.], 1960.
- Автоматизированная система управления технологическими процессами производства серной кислоты из отходящих газов / [А. А. Ашимов, А. К. Омаров и др.]. — Москва : Металлургия, 1977 г.

### Патенты
- Способ амальгамирования металлов и сплавов, слабовзаимодействующих с ртутью // 1133311
- Способ получения катализатора гидрирования // 520123
- Способ приготовления катализатора для гидрирования органических соединений // 486773
- Способ повышения активности сплавного катализатора // 467762

## Признание
Заслуженный деятель науки Казахстана, почетный инженер Казахстана. Награжден орденами Октябрьской Революции, Трудового Красного Знамени, орденом «Курмет» и медалями. «Почётный профессор МИСиС», звание присвоено за крупный научный вклад в развитие металлургии и высшего образования России и Казахстана.
В КазНТУ открыта лаборатория «Материаловедение и нанотехнологии» им. академика А. К. Омарова, 26-27 сентября 2014 г. в вузе прошла Международная научно-практическая конференция «Нанотехнологии в материаловедении — новый вектор индустриализации Казахстана», посвященная 85-летнему юбилею академика A.K. Омарова.

## Интересные факты
Создание, становление и творческое развитие знаменитого ансамбля «Дос-Мукасан» силами студентов КазПТИ происходило под прямым патронажем А. К. Омарова, который в то время был ректором института.